# Fortunat de Spolète
Pour les articles homonymes, voir Saint Fortunat.
Fortunat de Spolète (mort vers 400) était un prêtre près de Spolète en Ombrie vers la fin du IVe siècle. Il est vénéré comme saint par l'Église catholique
On sait peu de choses sur sa vie, si ce n'est qu'il est originaire de Montefalco, une ville près de Spolète en Ombrie. Il fut renommé pour sa charité et son amour des pauvres. Une légende raconte qu'un jour, alors qu'il labourait un champ, Fortunat trouva deux pièces d'apparemment peu de valeur. Il les plaça dans sa poche. Le soir, il rencontra un pauvre homme au détour d'une route. Fortunat décida de lui donner les deux pièces. Le soleil illumina alors soudainement celles-ci, les faisant briller comme l'or. Une autre légende raconte qu'après sa mort, on retrouva le bâton à l'aide duquel Fortunat faisait paître les bœufs, et que ce bâton prit vie et devint un arbre.
Après sa mort, Fortunat fut vénéré comme saint, et le monastère de San Fortunato de Montefalco lui est dédié.